# Leo Gans

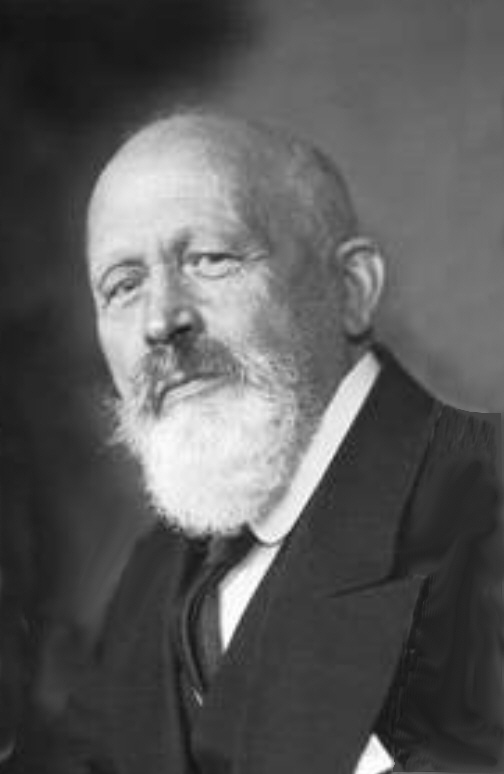
Leo Gans, ca. 1910

Leo Gans (* 4. August 1843 in Frankfurt am Main; † 14. September 1935 ebenda; vollständiger Name: Leo Ludwig Gans-Landau) war ein deutscher Chemiker und Unternehmer. Für seine Verdienste als Mäzen und Förderer von Wissenschaft und Kultur wurde er zum Ehrensenator der Universität Frankfurt ernannt und 1928 mit der Ehrenbürgerwürde seiner Vaterstadt ausgezeichnet.
Nach der Machtübernahme des NS-Regimes 1933 wurde der 90-jährige Gans wegen seiner jüdischen Abstammung gezwungen, alle Ämter und Ehrenämter niederzulegen.

## Lebenslauf
Leo Gans entstammte einer der ältesten deutschen jüdischen Familien mit festem Familiennamen, die seit 1350 erwähnt wird. Sein Vater Ludwig Aaron Gans, Sohn des Philipp Ahron Gans und der Fanny Gans geb. Hanau, entstammte der über 150 Jahre in Celle ansässigen jüdischen Händlerfamilie, übersiedelte nach Frankfurt und heiratete Rosette geb. Goldschmidt (1805–1868). Leo war eines von sechs gemeinsamen Kindern. Seine Brüder waren Adolf Gans und Friedrich Ludwig von Gans, seine Schwestern Henriette Heidelbach, Pauline Weinberg und Marianne Löwengard.

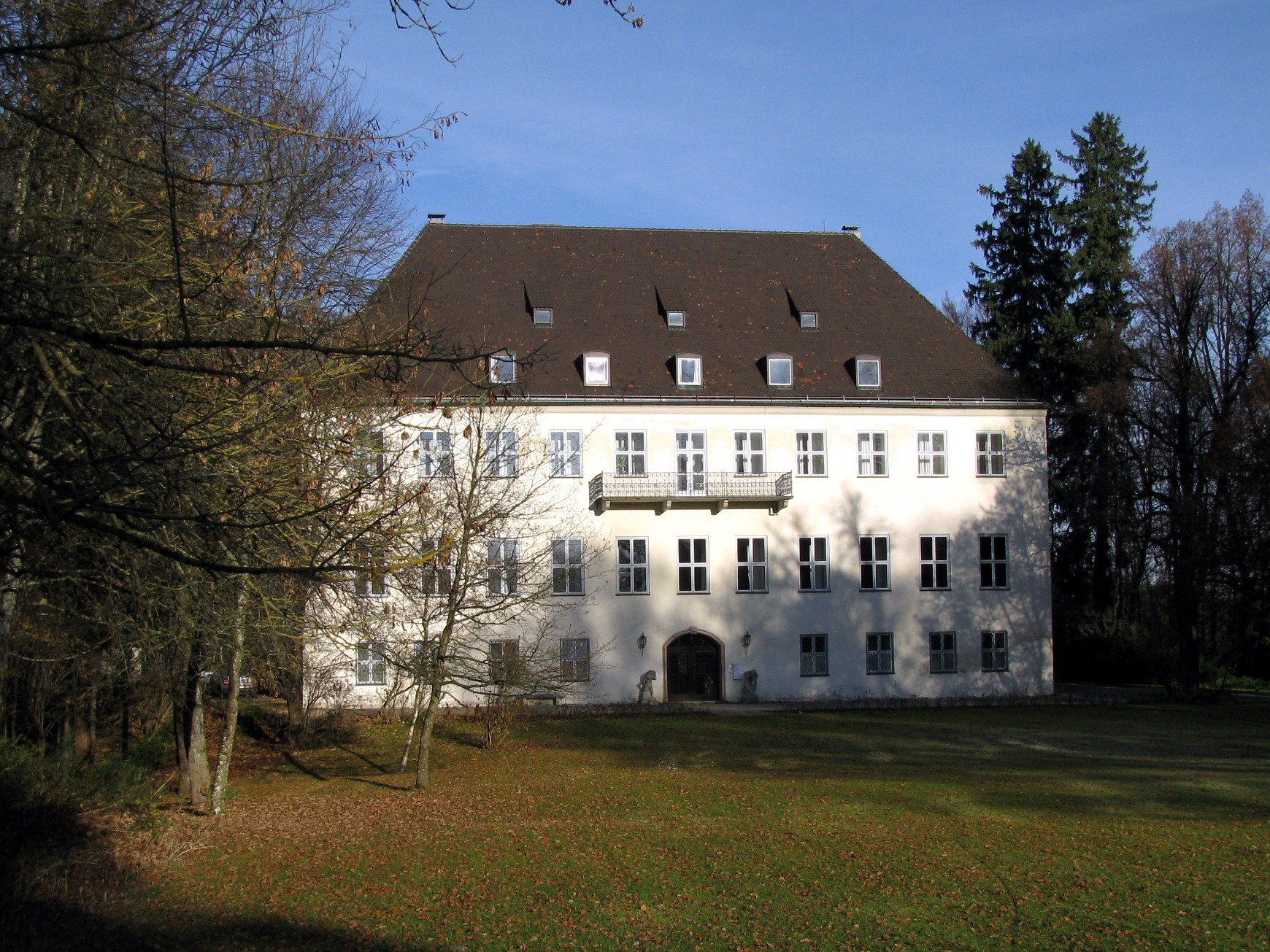
1917 kaufte Leo Gans in Miesbach in Bayern Gut und Schloss Wallenburg

Am 15. März 1876 heiratete er Luise geb. Sander (1854–1927), mit der er drei Kinder hatte. Ihre einzige Tochter Hedwig (1877–1947) heiratete Kartz von Kameke (1877–1942) und zog zunächst auf dessen Güter in Pommern. Ihr erster Sohn Robert wurde 1879 geboren und starb im gleichen Jahr. Ihr zweiter Sohn Richard (1880–1943) studierte erst Chemie und wurde dann Jurist. Eine unternehmerische Nachfolge gab es in diesem Familienzweig nicht. Seinen Wohnsitz hatte Gans immer in Frankfurt, im Haus Barckhaustraße 14. Dieses Haus ließ er sich von seinem Neffen, dem Architekten Alfred Löwengard, erbauen. 1917 kaufte Leo das in Miesbach in Oberbayern gelegene Gut mit dem Schloss Wallenburg, das sich heute noch im Besitz der Nachkommen befindet. Leo Gans konvertierte um die Jahrhundertwende zum Protestantismus.
Er hörte Chemie bei Rudolf Christian Boettger, seit 1835 Lehrer am Physikalischen Verein, und studierte am Polytechnikum Karlsruhe, an der Ruprecht-Karls-Universität Heidelberg, an der Ludwig-Maximilians-Universität München und an der Universität Marburg. Zu seinen akademischen Lehrern gehörten u. a. Emil Erlenmeyer, Robert Bunsen und Hermann von Helmholtz.
Nach einer Zeit in Paris, wo er den Begründer der Teerfarbenchemie August Wilhelm von Hofmann kennenlernte, gründete er 1868 mit August Leonhardt ein Farbstofflabor in Frankfurt am Main. 1870 baute er in Fechenheim, damals ein kleines Dorf am Main zwischen Frankfurt und Hanau, eine neue Fabrik zur Produktion von Fuchsin und anderen Farbstoffen. Das neue Unternehmen firmierte zunächst als Frankfurter Anilinfarbenfabrik von Gans und Leonhardt, später als Frankfurter Anilinfarbenfabrik Gans & Co. Ab 1879 baute er es, später mit Unterstützung seiner Neffen Arthur und Carl Weinberg, durch intensive Forschung zu einem führenden Unternehmen für Textilfarben aus. Um 1900 war das 1894 in Leopold Cassella & Co. umbenannte Unternehmen zum weltgrößten Hersteller von synthetischen Farbstoffen geworden.
1904 beteiligten sich die Farbwerke Hoechst vorm. Meister Lucius & Brüning  an dem Unternehmen Cassella, das 1925 in der I.G. Farbenindustrie AG aufging. Von 1926 bis 1935 war Gans Mitglied im Aufsichtsrat der I.G. Farben.
Seine erfolgreiche unternehmerische Tätigkeit brachte ihm ein beträchtliches Vermögen ein, das er als Mäzen für zahlreiche wissenschaftliche und soziale Zwecke in seiner Vaterstadt einsetzte. U. a. war Gans Vorsitzender des Städelschen Museumsvereins, des Physikalischen Vereins und des Frankfurter Vereins für Luftfahrt, der die erste Internationale Luftschiffahrt-Ausstellung Frankfurt 1909 organisierte. 1913 erhielt der Asteroid Nr. 728 den Namen Leonisis, nach Leo Gans und der ägyptischen Göttin Isis, dem Symbol des Physikalischen Vereins.
Als Kunst im öffentlichen Raum befinden sich in Frankfurt zwei von Leo Gans gestiftete Figuren des belgischen Bildhauers Constantin Meunier. Es sind die Figur Der Sämann aus dem Jahre 1890, die 1906 von der Stadt Frankfurt am Main angekauft wurde und seit 1915 im Günthersburgpark steht, sowie Der Hafenarbeiter, ebenfalls aus dem Jahre 1890, an der Frankfurter Friedensbrücke.
Gans war einer von über 80 Stiftern der Universität Frankfurt. Dieser Stifter spendeten über 14 Millionen Goldmark. Leo Gans spendete 1912 eine Million Goldmark und 1920 75.000 Goldmark.
Die Universität Frankfurt verlieh ihm 1923 die Ehrendoktorwürde. Er führte den Ehrentitel Geheimer Kommerzienrat und den akademischen Grad Dr. phil. Zu seinen Ehrendoktorwürden zählten Dr. med. h. c. und Dr. rer. nat. h. c. 1928 wurde er als erster gebürtiger Frankfurter Ehrenbürger der Stadt Frankfurt am Main. 1932 unterstützte er mit einer großzügigen Spende an das Freie Deutsche Hochstift die Erhaltung des Goethe-Hauses.

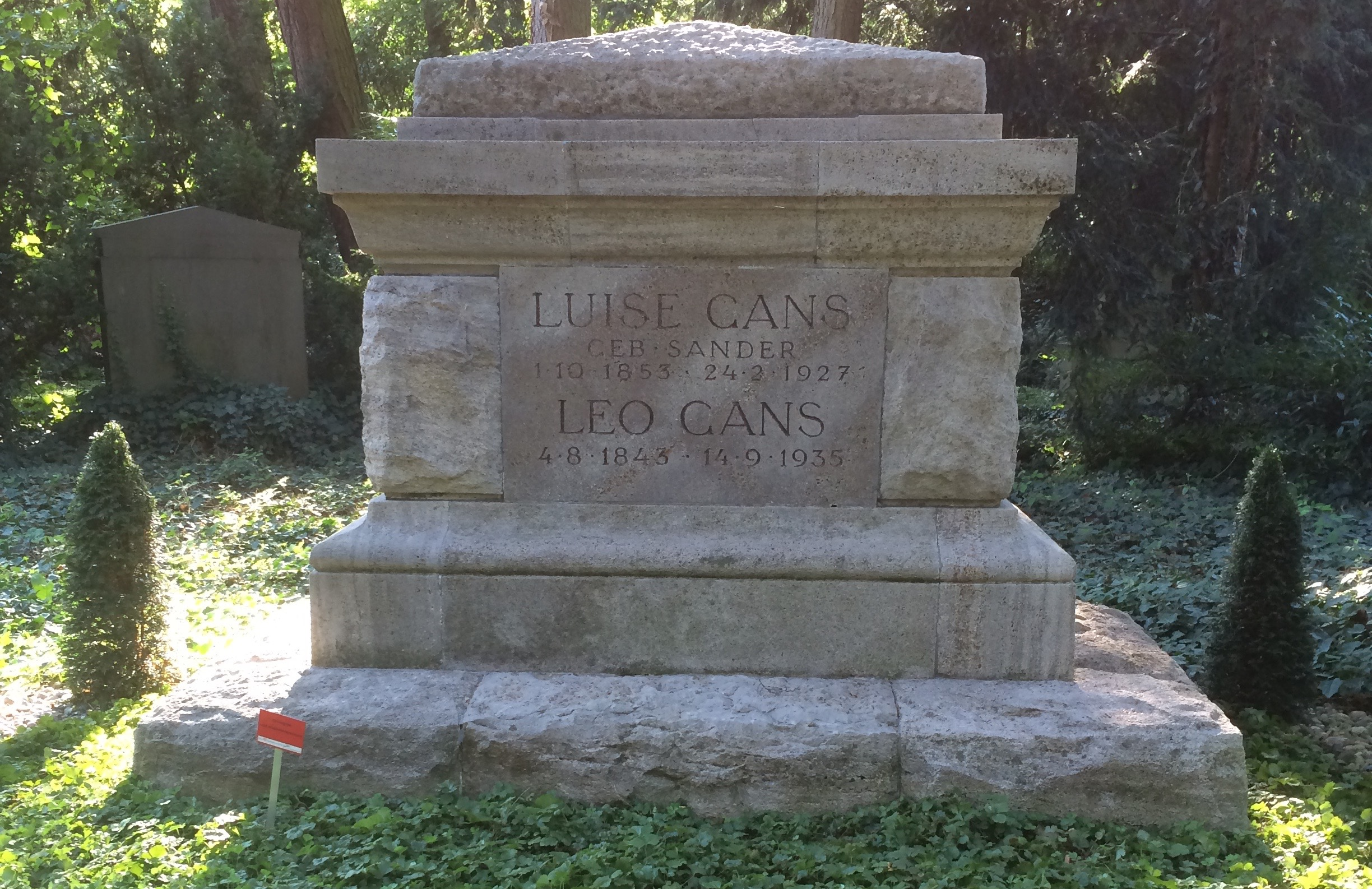
Grab von Leo Gans und seiner Frau

Er starb am 14. September 1935 in Frankfurt. Sein Grab befindet sich auf dem Hauptfriedhof. In Fechenheim erinnert die Leo-Gans-Straße an ihn.